# Charles-Guillaume Le Normant d'Étiolles
Charles-Guillaume Le Normant d'Étiolles (Orleães, 8 de maio de 1717 - Paris, 18 de março de 1799) foi um nobre francês e marido da Madame de Pompadour, a mais ilustre amante de Luís XV.